# Opogona praecincta
Opogona praecincta är en fjärilsart som beskrevs av Edward Meyrick 1916. Opogona praecincta ingår i släktet Opogona och familjen äkta malar. Inga underarter finns listade i Catalogue of Life.